# 张德麟
张德麟，中华人民共和国政治人物、外交官。
1989年，接替李举卿，担任中华人民共和国驻蒙古大使。1993年，由裴家义接任。

## 荣誉

### 外国勋章奖章
- 北极星勋章（蒙古，2004年7月6日于北京钓鱼台国宾馆颁发[2]）